# Каскејд (Ајова)
Каскејд (енгл. Cascade) град је у америчкој савезној држави Ајова. По попису становништва из 2010. у њему је живело 2.159 становника.

## Демографија
Према попису становништва из 2010. у граду је живело 2.159 становника, што је 201 (10,3%) становника више него 2000. године.
| Група             | 2000.         | 2010.         |
| Белци             | 1.943 (99,2%) | 2.054 (95,1%) |
| Афроамериканци    | 0 (0,0%)      | 9 (0,4%)      |
| Азијати           | 2 (0,1%)      | 4 (0,2%)      |
| Хиспаноамериканци | 6 (0,3%)      | 77 (3,6%)     |
| Укупно            | 1.958         | 2.159         |